# Густаво Киртен
Густаво Киртен (порт. Gustavo Kuerten, 10. септембар 1976) је бивши бразилски тенисер. Три пута је победио у појединачној конкуренцији на Ролан Гаросу а 4. децембра 2000. био је првопласирани на АТП листи.

## Детињство
Густаво Киртен је рођен у Флоријанополису у јужном Бразилу. Потиче из породице немачког порекла. Тенис је почео да игра када је имао шест година. Његов отац, бивши аматерски играч, је умро 1985. када је Густаво имао осам година. Његов први тренер је био Карлос Алвес да би га касније наследио Лари Пасос који га је тренирао све до краја каријере. Киртен је постао професионалац 1995. године.

## Тениска каријера
После две године професионалне каријере Киртен је постао други тенисер у Бразилу, иза Фернанда Мелиженија. Са њим је довео Бразил до Светске групе Дејвис купа победом против Аустрије 1996. године.
Наредне године освојио је свој први АТП трофеј, Отворено првенство Француске. Тако је постао први Бразилац који је освојио титулу у појединачној конкуренцији на неком Гренд слем турниру још од 1966. када је Марија Буено победила на Ју-Ес опену. На путу до титуле победио је три бивша освајача овог турнира: Томаса Мустера (3. коло), Јевгенија Кафељникова (четвртфинале) и Сержија Бругеру у финалу. Освајањем Ролан Гароса постао је трећи најслабије рангирани тенисер који је освојио неки гренд слем. Само су Марк Едмондсон као 212. и Горан Иванишевић као 125. били слабије рангирани од Киртена када су освојили гренд слем титуле.
Након ове победе наредних годину и по дана Киртен је остваривао лоше резултате. Сезона 1998. је била најгора у његовој каријери ако се изузму оне када је био повређен. Те године је испао на Ролан Гаросу од, онда мало познатог, Марата Сафина.
Сезону 1999. је завршио у првих десет на АТП листи. Те године је победио у Риму, победивши Патрика Рафтера у финалу док је на Ролан Гаросу стигао до четвртфинала. Исти резултат је остварио и на Вимблдону, где је поражен од Андреа Агасија. Са репрезентацијом Бразила пласирао се у полуфинале Дејвис купа а на крају сезоне је учествовао на Тенис мастерс купу.
Године 2000. освојио је другу титулу на Ролан Гаросу. Са Маратом Сафином је водио велику борбу за прво место АТП листе и захваљујући победама над Питом Сампрасом и Андре Агасијем успео је да освоји Тенис мастерс куп и сезону заврши на првом месту.
Наредне сезоне поново је био најбољи на Ролан Гаросу, чиме се придружио Бјерну Боргу, Ивану Лендлу и Матсу Виландеру који су три или више пута побеђивали на овом турниру.
Наредне две године имао је проблема са повредама а једини турнир који је освајао је било Отворено првенство Бразила 2002. и 2004. Занимљиво је да је 2004. Киртен нанео једини пораз Роџеру Федереру на гренд слем турнирима. Наиме, победио га је у трећем колу Ролан Гароса резултатом 6–4, 6–4, 6–4. То је уједно био и једини Федереров пораз на гренд слем турнира пре полуфинала све до јуна 2010. када га је у четвртфиналу победио Робин Седерлинг. Пред крај сезоне Киртен је објавио да се повлачи на неодређено време због проблема са куком.
Киртен је почетком 2006. поново почео да се такмичи на АТП турнирима међутим, због слабих резултата и проблема са повредама није успевао да оствари значајније резултате.
Густаво Киртен је свој последњи меч одиграо 25. маја 2008. на Ролан Гаросу, где је поражен у три сета од Пол-Анри Матјуа резултатом 6–3, 6–4, 6–2.

## Гренд слем финала

### Појединачно: 3 (3–0)
| Исход    | Година | Турнир          | Подлога | Противник у финалу | Резултат                |
| -------- | ------ | --------------- | ------- | ------------------ | ----------------------- |
| Победник | 1997.  | Ролан Гарос     | шљака   | Сержи Бругера      | 6–3, 6–4, 6–2           |
| Победник | 2000.  | Ролан Гарос (2) | шљака   | Магнус Норман      | 6–2, 6–3, 2–6, 7–6(8–6) |
| Победник | 2001.  | Ролан Гарос (3) | шљака   | Алекс Кореча       | 6–7(3–7), 7–5, 6–2, 6–0 |

## Тенис мастерс куп

### Појединачно: 1 (1–0)
| Исход    | Година | Турнир  | Подлога   | Противник у финалу | Резултат      |
| -------- | ------ | ------- | --------- | ------------------ | ------------- |
| Победник | 2000.  | Лисабон | бетон (д) | Андре Агаси        | 6–4, 6–4, 6–4 |

## Финала мастерс турнира

### Појединачно: 10 (5–5)
| Исход     | Година | Турнир          | Подлога | Противник у финалу | Резултат                           |
| --------- | ------ | --------------- | ------- | ------------------ | ---------------------------------- |
| Финалиста | 1997.  | Монтреал        | бетон   | Крис Вудраф        | 5–7, 6–4, 3–6                      |
| Победник  | 1999.  | Монте Карло     | шљака   | Марсело Риос       | 6–4, 2–1, предаја                  |
| Победник  | 1999.  | Рим             | шљака   | Патрик Рафтер      | 6–4, 7–5, 7–6(8–6)                 |
| Финалиста | 2000.  | Мајами          | бетон   | Пит Сампрас        | 1–6, 7–6(7–2), 6–7(5–7), 6–7(8–10) |
| Финалиста | 2000.  | Рим             | шљака   | Магнус Норман      | 3–6, 6–4, 4–6, 4–6                 |
| Победник  | 2000.  | Хамбург         | шљака   | Марат Сафин        | 6–4, 5–7, 6–4, 5–7, 7–6(7–3)       |
| Победник  | 2001.  | Монте Карло (2) | шљака   | Хишам Арази        | 6–3, 6–2, 6–4                      |
| Финалиста | 2001.  | Рим (2)         | шљака   | Хуан Карлос Фереро | 6–3, 1–6, 6–2, 4–6, 2–6            |
| Победник  | 2001.  | Синсинати       | бетон   | Патрик Рафтер      | 6–1, 6–3                           |
| Финалиста | 2003.  | Индијан Велс    | бетон   | Лејтон Хјуит       | 1–6, 1–6                           |